# Amédée Gréhan
François Victor Amédée Gréhan, aussi appelé Amédée de Gréhan, né le 26 août 1802 à Lorient et mort le 29 juillet 1879, est un consul du Siam à Paris du milieu du XIXe siècle. 
Il reçoit le titre de Phra Siam D’huranuraks (พระสยามธุรานุรักษ์) du roi Mongkut, Rama IV.

## Biographie
Amédée Gréhan nait à Lorient en 1802.  Il passe sa jeunesse au Havre où son père est ingénieur à l'Arsenal. Il devient sous-chef de bureau de la Navigation et des Pêches au ministère de la marine, n°5 rue Royale-Saint-Honoré.  
En 1837, il coordonne et fait publier La France maritime. Cet ouvrage en quatre volumes est une somme encyclopédique de la marine de l'époque à laquelle contribuent les premiers romanciers maritimes (Edouard Corbière, Eugène Sue, Fulgence Girard, Auguste Jal). Les textes présentés  sont des récits ou rapports de mer, des extraits des journaux ou revues français ou étrangers, des courriers de lecteurs, ou bien des communiqués du Lloyd's. Des   gravures  réalisées en lithographie accompagnent le texte. Une table des matières classe les articles en catégories (naufrages, navigation à la vapeur, renseignements qui   intéressent la marine, la navigation, la piraterie, code pénal maritime, tableaux nautiques, voyages, phénomènes, variétés, biographies, nouvelles diverses, vues et dessins, pêches, bibliographie, mœurs des   hommes de mer, beaux traits, nécrologie). La revue participe à la naissance du roman maritime en France.  
Membre fondateur de la Société centrale des naufrages, membre, invité ou donateur en son temps de plusieurs sociétés savantes, comme la Société anthropologique, la Société de géographie, la Société scientifique d'Arcachon, il est nommé, le 18 avril 1848, Chevalier de la Légion d’honneur[réf. nécessaire].
Charles de Montigny, le consul de France à Shanghai, soumet, en 1856 lors de la négociation des accords commerciaux franco-siamois, la candidature d'Amédée de Gréhan au roi Mongkut qui souhaitait nommer un consul général du Siam à Paris. Il reçoit le titre de Phra Siam D’huranuraks, le 6 mai 1863, par Rama IV. 
La première ambassade siamoise à Paris pour marquer le rétablissement officiel des relations franco-siamoises a lieu en 1861. Une deuxième ambassade siamoise est envoyée à Paris en 1867 pour ratifier le partage territoriale du Cambodge (reconnaissance de l'autorité française sur les temples d'Angkor et attribution au Siam des provinces de l'ouest cambodgien). Il faut attendre la fin de la Première Guerre mondiale pour qu'une ambassade siamoise permanente soit installée à Paris.      
Gréhan s'occupe des affaires du Siam en France jusqu'à sa mort. Il est commissaire du pavillon du Siam à l’exposition universelle au Champ de Mars à Paris en 1867 et dix ans après en 1878. À l'occasion de l'exposition universelle de 1867 il  rédige une présentation du Royaume du Siam qui est publiée en 1868 et rééditée lors des expositions universelles suivantes. Cet ouvrage a été, en 2000,[Quand ?] traduit en anglais et en thaï  (traductrice : Amata Nawamarattana อมตา นวะมะรัตน). Le livre de Gréhan reprend en grande partie les données figurant dans l'ouvrage de Jean-Baptiste Pallegoix Description du Royaume Thai (Paris, 1854). 
Plusieurs voyageurs français font connaître le Siam dans cette période de rétablissement des contacts avec la France. On peut citer l'explorateur Henri Mouhot en 1860 et le Comte Ludovic de Beauvoir en 1866. L'année 1866 est aussi celle de l'expédition Doudart de Lagrée et de Francis Garnier qui explorent le cours du fleuve Mékong.
Il décède le 29 juillet 1879, à l'âge de 76 ans.

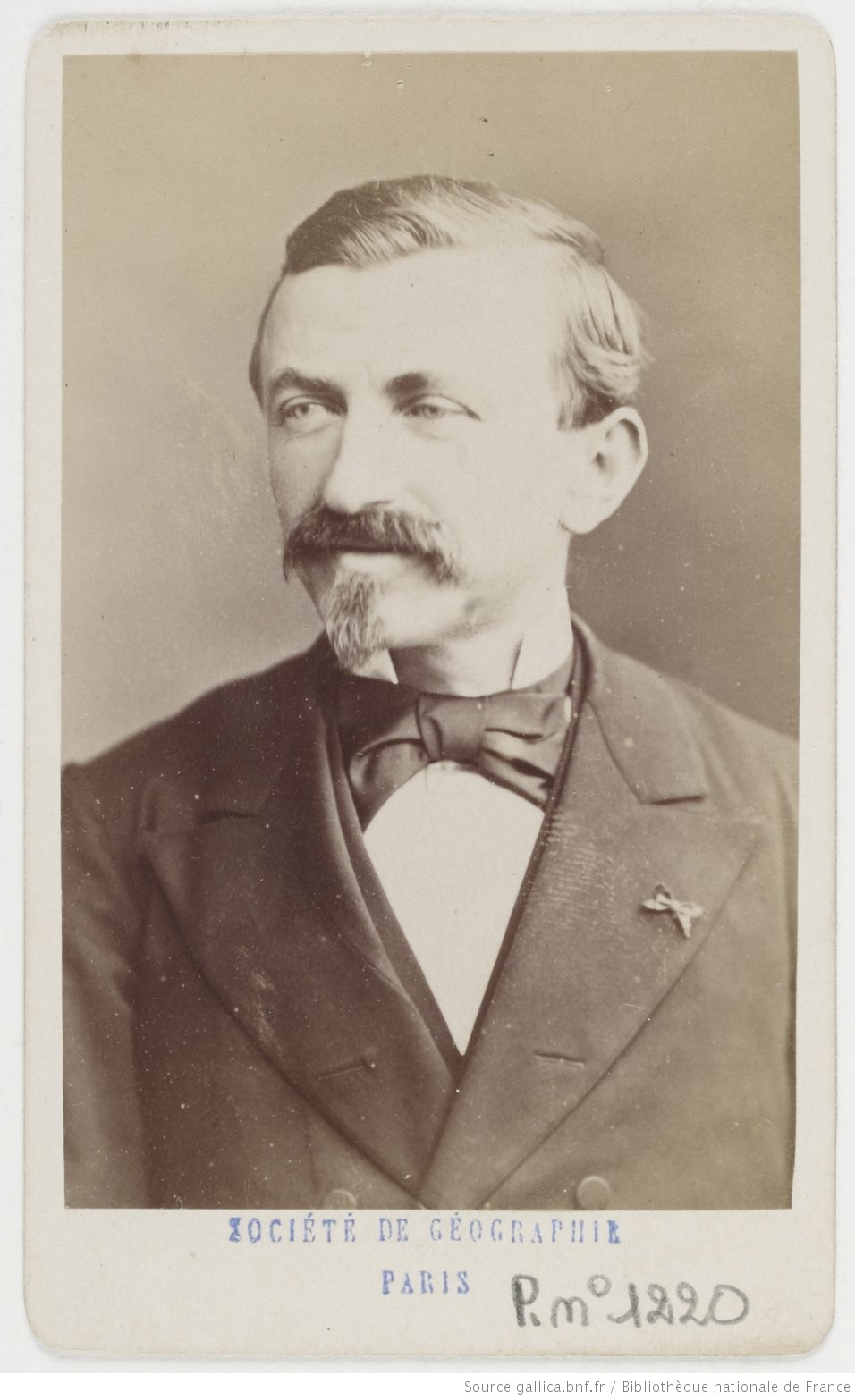
Albert Gréhan, deuxième consul du Siam en France (1883)

Albert Théodore Amédée Gréhan, fils de Amédée de Gréhan, succède à son père comme Consul du Siam à Paris et devient le commissaire du pavillon du Siam pour les expositions universelles de 1889 et 1900 à Paris.

## Œuvres
- La France maritime. Paris, Postel, 1837-1842, en 4 volumes[7] : tome 1 ; tome 2 ; tome  3 ; tome  4.
- Le Royaume de Siam (2e ed.). Paris, Simon Raçon et Compagnie, 1868[8],[9].